# 国際単位系
国際単位系（こくさいたんいけい、仏: Système International d'unités、英: International System of Units、略称: SI）は、メートル法の後継として国際的に定められ、世界中で広く使用されている単位系である(⇒#国際単位系の定義)。
メートル条約に基づき、メートル法におけるMKS単位系が国際的な標準規格の単位として広く使用されていた。すなわち、長さの単位にメートル (m)と質量の単位にキログラム (kg)、時間の単位に秒 (s) を用いて、この3つの単位の組み合わせで、様々な物理量の単位と値を表現していた。SIは、これをより拡張した一貫性のある単位系である（詳細は後述）。SIは1948年の第9回国際度量衡総会 (CGPM) で設立が決定され、1960年の第11回国際度量衡総会 (CGPM) でその包括的な規定が確立された。SIについて、準拠すべき最新の公式国際文書は、2019年に発行された第9版 (2019) である(⇒#公式国際文書)。
なお、SIはメートル法を発展・洗練させたものであるが、同じくメートル法系から発展した単位系として工学単位系（重力単位系）やCGS単位系などがある。これらは異なる単位系であり、使用に当たって混同しないよう注意を要する。また、近年のSIは普遍的な自然法則を重視した単位を志向しているが、純粋に自然のみに拠った自然単位系も存在する。

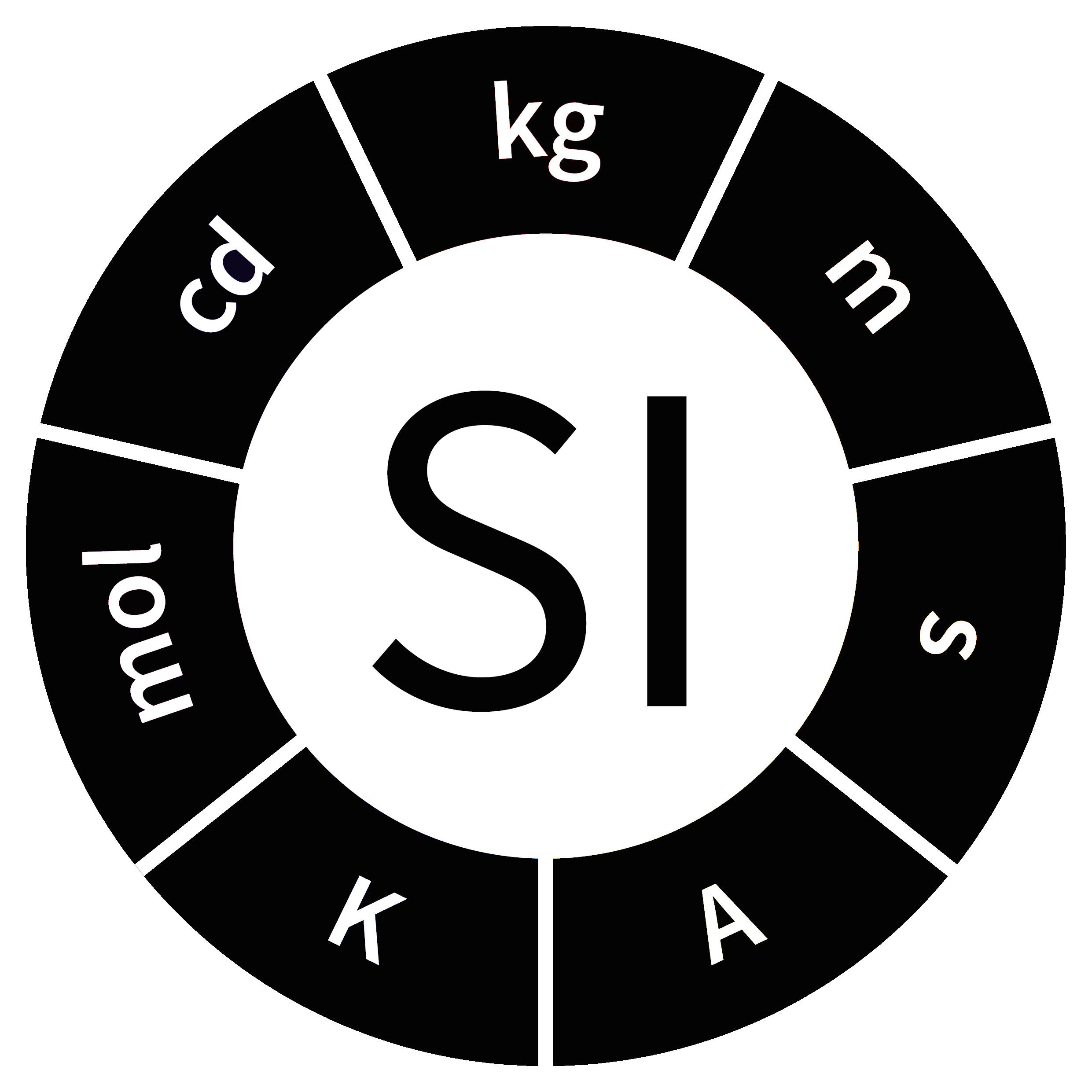
SI単位を表したロゴ。
上から時計回りに、キログラム (kg)、メートル (m)、秒 (s)、アンペア (A)、ケルビン (K)、モル (mol)、カンデラ (cd)

## 名称
略称の SI はフランス語の「Système International d'unités」に由来する。これはメートル法がフランスの発案であったという歴史的経緯があること、及びメートル条約・国際度量衡委員会 (CIPM)・国際度量衡局 (BIPM) の公用語がフランス語であるという事情による。「SI」 は言語の違い（英語、日本語、中国語、タイ語など）に関係なく共通して用いられる略称である。
SI は国際単位系の略称であるため「SI単位系」というのは重複表現であるが、単に「SI」では分かりづらい場合に用いられる。「SI単位」（仏: unité(s) du SI、英: SI unit(s)）は「国際単位系の単位」という意味で正しい用語である。

## 国際単位系の特徴
国際単位系の単位システムとしての特徴は次の通りである。
- 1量1単位
- 現示の一本化
- 基本単位と組立単位の系統的分類
- 名称を定義する組立単位の一貫性
- 10進法と接頭語

これらは簡便性と合理性を保つ工夫である。例えば、1881年の第1回国際電気会議の時点で、少なくとも12の起電力の単位、10の電流の単位、15の抵抗の単位が存在していた。多様な単位が併存すると相互の換算に煩わされるが、「一貫性」のある単位だけなら換算係数の煩雑さは避けられる。

### 第9版 (2019) の意義
国際単位系 (SI) は2019年の第9版に至って初めて、全ての定義が人工物を使った標準、物質の特性、測定方法のいずれにも関連づけられない形で確立された。こうした改定によって、あらゆる単位の実現の精度が、定義自体によって制約されることなく、自然界の量子構造と人類の技術力のみによって制約されるようになった。定義定数をある単位に結びつける有効な物理式であればいかなるものでも、その単位の実現に使うことができ、これによって、今後の技術の進展に伴って更に精度を高めた革新と実現の機会があらゆるところで拓かれていく。このように、2019年の定義改定は、大きな意義を持つ歴史的一歩を前に踏み出す節目となるものである。

## 経緯
以下に、SIの構造上の重要な決定を列挙する。
- 1948年　第9回CGPM：国際単位系の設立の決定。この時点では「国際実用計量単位系（practical system of units of measurement for international use）」と称していた。固有の名称を持つ一貫性のある組立単位の一覧を示した。
- 1954年　第10回CGPM：最初の6つの基本単位の決定。名称「'Système international d'unités」の決定。
- 1960年　第11回CGPM：略称「SI」の決定。SI接頭語、組立単位、補助単位などの包括的な規定が確立[8]。
- 1971年　第14回CGPM：基本単位モルの追加。
- 1995年　第20回CGPM：補助単位（ラジアン、ステラジアン）の階級の廃止。
- 2018年　第26回CGPM：SI基本単位の基礎物理定数による定義が完成。これに伴いSIの定義の最も単純かつ根本的な改定[9]。

## 公式国際文書
2019年5月20日以降の国際単位系についての最新の公式文書は、BIPMによるフランス語と英語による「国際単位系第9版 (2019)Ver.2.01」2022年12月 である。この文書の日本語訳は以下である。
- 『国際単位系（SI）第9版（2019）日本語版』（pdf）産業技術総合研究所 計量標準総合センター、2020年4月。　【正誤表】 2022年7月15日 更新『国際単位系（SI）第9版（2019）正誤表』（pdf）産業技術総合研究所 計量標準総合センター、2022年7月15日。

この文書は、BIPMの英語版（ただし、以前のVer1.08版、2019年5月）を日本語に翻訳したものである。したがって、2022年11月に追加された新しいSI接頭語のクエタ(Q)、ロナ(R)、ロント(r)、クエクト(q)およびこれらに関するCGPMの決議文などは含まれていない。
国際単位系の公式文書はフランス語によるものであり、正式な本文の確認が必要な場合、あるいは、文章の解釈に疑義がある場合は、フランス語版を参照する必要がある。

### 広報用パンフレット
国際単位系国際文書を日本語に翻訳した産業技術総合研究所、計量標準総合センターは、国際単位系 (SI) 第9版 (2019) の概要（新しいSI接頭語を含んでいる。）を下記のパンフレットにまとめている。このパンフレットは、非営利目的の複製が自由にできる。すなわち営利目的の使用でなければ、許諾の必要なく、複写・複製することができる。
- 国際単位系 (SI) は世界共通のルールです SIパンフレット、産業技術総合研究所 計量標準総合センター 計量標準普及センター 計量標準調査室、2020年4月、2023年3月改訂

### 公式文書の経緯
1970年の第1版以降の経緯は次の通りであり、BIPMのHPで閲覧できる。
- 1970年（第1版）仏語版
- 1973年（第2版）仏語版
- 1977年（第3版）仏語版
- 1981年（第4版）仏語版
- 1985年（第5版）仏語版、英語版
- 1991年（第6版）仏語版、英語版
- 1998年（第7版）仏語版、英語版
- 2006年（第8版）仏語版、英語版
- 2019年（第9版）（2022年12月改訂のVer.2.01のみ）仏語版、英語版

## 国際単位系の定義
2019年に、国際単位系の定義は根本的に改められた。すなわち2006年公式文書までは、7つの基本単位をベースにして組立単位、接頭語からなる単位の組み合わせ（単位系）を国際単位系と定義していた。しかし2019年の第9版の公式文書は以下の定義のように、「7つの定義定数の数値を固定する」ことによって逆にSIを定義することとしたのである。
ここで、ヘルツ（記号: Hz）、ジュール（記号: J）、クーロン（記号: C）、ルーメン（記号: lm）、ワット（記号: W）は、それぞれ秒（記号: s）、メートル（記号: m）、キログラム（記号: kg）、アンペア（記号: A）、ケルビン（記号: K）、モル（記号: mol）、カンデラ（記号: cd）と、 Hz = s−1、J = kg m2 s−2、C = A s、lm = cd m2 m−2 = cd sr、W = kg m2 s−3 で関係付けられている。
7つの定義定数の数値には不確かさはない。
この定義ではそれぞれの定数の値を対応するSI単位で表現したときの厳密な数値を定めている。
定数の値は数値と単位の積であるため、厳密な数値を固定することによって単位を定めることができる。
7つの定数はすべてのSI単位がこれらの積と比によって表すことができるように選ばれている。
| 定義定数                   | 記号 | 数値              | 単位  |
| -------------------------- | ---- | ----------------- | ----- |
| セシウムの超微細遷移周波数 | ΔνCs | 9192631770        | Hz    |
| 真空中の光の速さ           | c    | 299792458         | m/s   |
| プランク定数               | h    | 6.62607015×10−34  | J s   |
| 電気素量                   | e    | 1.602176634×10−19 | C     |
| ボルツマン定数             | k    | 1.380649×10−23    | J/K   |
| アボガドロ定数             | NA   | 6.02214076×1023   | mol−1 |
| 視感効果度                 | Kcd  | 683               | lm/W  |

## SI単位
現行のSIは、合わせて7つの物理定数や物質固有の特性値について、これらを定義された値（曖昧さをもたない固定化された値）として扱うことで構築されている。すべてのSI単位は7つの定義された値をもとに定めることが可能である。SI単位としては、7つの定義された値と直接結びつく基本単位、および、これらの積としての組立単位がある。

### SI基本単位

7つの物理量・物理定数とSI基本単位の関係

7つの定義された物理定数あるいは物質固有の特性値をもとにしたSIにおいては、これらの定義値を固定された値とみなして、7つのSI基本単位が定義されている。すなわち、秒 (s)、メートル (m)、キログラム (kg)、アンペア (A)、ケルビン (K)、モル (mol)、カンデラ (cd)の7つの単位がこれに該当する。 これらに対応する物理量はそれぞれ順に時間、長さ、質量、電流、熱力学温度、物質量、光度である。
2019年5月20日には、この7つの基本単位のうち特にキログラム (kg)、アンペア (A)、ケルビン (K)、モル (mol) の4つについて、国際度量衡総会（CGPM）の定めるところによって、それらの定義が根本的に改訂された。同時に、残りの秒 (s)、メートル (m)、カンデラ (cd) については定義文の表現が改められた。
| 量         | 基本単位              | 基本単位 | 定義（抜粋） |
| 量         | 名称                  | 記号     | 定義（抜粋） |
| ---------- | --------------------- | -------- | --- |
| 時間       | 秒 (second)           | s        | セシウム周波数 ∆νCs、すなわち、セシウム 133 原子の摂動を受けない基底状態の超微細構造遷移周波数を単位 Hz（s−1 に等しい）で表したときに、その数値を 9192631770 と定めることによって定義される。 |
| 長さ       | メートル (metre)      | m        | 真空中の光の速さ c を単位 m s−1 で表したときに、その数値を 299792458 と定めることによって定義される。 |
| 質量       | キログラム (kilogram) | kg       | プランク定数 h を単位 J s（kg m2 s−1 に等しい）で表したときに、その数値を 6.62607015×10−34 と定めることによって定義される。 |
| 電流       | アンペア (ampere)     | A        | 電気素量 e を単位 C（A s に等しい）で表したときに、その数値を 1.602176634×10−19 と定めることによって定義される。 |
| 熱力学温度 | ケルビン (kelvin)     | K        | ボルツマン定数 k を単位 J K−1（kg m2 s−2 K−1 に等しい）で表したときに、その数値を 1.380649×10−23 と定めることによって定義される。 |
| 物質量     | モル (mole)           | mol      | 1 モルには、厳密に 6.02214076×1023 の要素粒子が含まれる。この数は、アボガドロ定数 NA を単位 mol−1 で表したときの数値であり、アボガドロ数と呼ばれる。 系の物質量（記号は n）は、特定された要素粒子の数の尺度である。要素粒子は、原子、分子、イオン、電子、その他の粒子、あるいは、粒子の集合体のいずれであってもよい。 |
| 光度       | カンデラ (Candela)    | cd       | 周波数 540×1012 Hz の単色放射の視感効果度 Kcd を単位 lm W−1（cd sr W−1 あるいは cd sr kg−1 m−2 s3 に等しい）で表したときに、その数値を 683 と定めることによって定義される。 |

上表にあるように、ある単位の定義に別の単位の定義が用いられているものもある。例えば、長さ（メートル）の定義においては、光速とともに秒の定義も使用されている。7つの基本単位はSIにおいて骨格となる基本の単位群だが、必ずしもそれらは完全に独立に定義されているものではない。

#### 量の次元
基本量の次元の記号には、サンセリフ立体を用いる。
| 基本量     | 量に関する代表的な記号 | 次元の記号 |
| ---------- | ---------------------- | ---------- |
| 時間       | t                      | T          |
| 長さ       | l, x, r など           | L          |
| 質量       | m                      | M          |
| 電流       | I, i                   | I          |
| 熱力学温度 | T                      | Θ          |
| 物質量     | n                      | N          |
| 光度       | Iv                     | J          |

### SI組立単位
組立単位は基本単位のべき乗の積と定義される。このうち特に、積の係数が1である組立単位を「一貫性のある組立単位」と言う。
SIにおいて、一貫性のある組立単位の一部（全部で22個）には、固有の名称とその記号が与えられている。それらは、ラジアン (rad)、ステラジアン (sr)、ヘルツ (Hz)、ニュートン (N)、パスカル (Pa)、ジュール (J)、ワット (W)、クーロン (C)、ボルト (V)、ファラド (F)、オーム (Ω)、ジーメンス (S)、ウェーバ (Wb)、テスラ (T)、ヘンリー (H)、セルシウス度 (°C)、ルーメン (lm)、ルクス (lx)、ベクレル (Bq)、グレイ (Gy)、シーベルト (Sv)、カタール (kat) の22個である。

### SI接頭語
SI接頭語は、SI単位の10進の倍量単位・分量単位を作るための接頭語である。前項までの基本単位や組立単位と組み合わせて用いることができる。しかし、接頭語が SI単位と共に使われる場合、接頭語によって、1 以外の係数が導入されるため、結果として生ずる単位は一貫性を持たないものとなる。SI基本単位あるいは組立単位に使用可能なSI接頭語の一覧を以下の表に示す。
| 接頭語             | 記号 | 10n   | 十進数表記  | 漢数字表記  | short scale   | メートル法への導入年 | 国際単位系における制定年 |
| ------------------ | ---- | ----- | ----------- | ----------- | ------------- | -------------------- | ------------------------ |
| クエタ（quetta）   | Q    | 1030  | 1000        | 百穣        | nonillion     | －                   | 2022年                   |
| ロナ（ronna）      | R    | 1027  | 1000        | 千𥝱        | octillion     | －                   | 2022年                   |
| ヨタ（yotta）      | Y    | 1024  | 1000        | 一𥝱        | septillion    | －                   | 1991年                   |
| ゼタ（zetta）      | Z    | 1021  | 1000        | 十垓        | sextillion    | －                   | 1991年                   |
| エクサ（exa）      | E    | 1018  | 1000        | 百京        | quintillion   | －                   | 1975年                   |
| ペタ（peta）       | P    | 1015  | 1000        | 千兆        | quadrillion   | －                   | 1975年                   |
| テラ（tera）       | T    | 1012  | 1000        | 一兆        | trillion      | －                   | 1960年                   |
| ギガ（giga）       | G    | 109   | 1000        | 十億        | billion       | －                   | 1960年                   |
| メガ（mega）       | M    | 106   | 1000        | 百万        | million       | 1874年               | 1960年                   |
| キロ（kilo）       | k    | 103   | 1000        | 千          | thousand      | 1795年               | 1960年                   |
| ヘクト（hecto）    | h    | 102   | 100         | 百          | hundred       | 1795年               | 1960年                   |
| デカ（deca）       | da   | 101   | 10          | 十          | ten           | 1795年               | 1960年                   |
|                    |      | 100   | 1           | 一          | one           |                      |                          |
| デシ（deci）       | d    | 10−1  | 0.1         | 一分        | tenth         | 1795年               | 1960年                   |
| センチ（centi）    | c    | 10−2  | 0.01        | 一厘        | hundredth     | 1795年               | 1960年                   |
| ミリ（milli）      | m    | 10−3  | 0.001       | 一毛        | thousandth    | 1795年               | 1960年                   |
| マイクロ（micro）  | μ    | 10−6  | 0.000001    | 一微        | millionth     | 1874年               | 1960年                   |
| ナノ（nano）       | n    | 10−9  | 0.000000001 | 一塵        | billionth     | －                   | 1960年                   |
| ピコ（pico）       | p    | 10−12 | 0.000000001 | 一漠        | trillionth    | －                   | 1960年                   |
| フェムト（femto）  | f    | 10−15 | 0.000000001 | 一須臾      | quadrillionth | －                   | 1964年                   |
| アト（atto）       | a    | 10−18 | 0.000000001 | 一刹那      | quintillionth | －                   | 1964年                   |
| ゼプト（zepto）    | z    | 10−21 | 0.000000001 | 一清浄      | sextillionth  | －                   | 1991年                   |
| ヨクト（yocto）    | y    | 10−24 | 0.000000001 |             | septillionth  | －                   | 1991年                   |
| ロント（ronto）    | r    | 10−27 | 0.000000001 | octillionth | 2022年        | －                   |                          |
| クエクト（quecto） | q    | 10−30 | 0.000000001 | nonillionth | 2022年        | －                   |                          |

#### 「SI単位」と「一貫性のあるSI単位」の違い
次項に述べるSI併用単位を除いた国際単位系(SI)全体が一貫性のある単位系というわけではない。このことを明確にするために、CIPM（2001年）は、「SI単位」の語と「一貫性のあるSI単位」の語とを区別して、次のように定義した。
- SI単位（SI units[注 9]）：基本単位、一貫性のある組立単位、および推奨されるSI接頭語[注 10]と結合することによって得られる全ての単位の名称。

- 一貫性のあるSI単位（coherent SI units）：基本単位と一貫性のある組立単位のみに制限される単位の名称。つまりSI接頭語を付加しない単位の集合である[注 8][21]。

つまり、「基本単位＋一貫性のある組立単位」の範囲の単位であれば、一貫性のある単位系であるが、これにSI接頭語を付加すると、もはや一貫性は失われるのである。

## SI単位と併用される非SI単位

### SI併用単位
日々の生活で広く SI とともに用いられているため、CIPM により国際単位系と併用することが認められている非SI単位である。これらの使用は今後ずっと続くものと考えられ、SI単位によって正確な定義が与えられている。
以下に、SI国際文書SI第9版 (2019) 第4章「SIとの併用が認められる非SI単位（Non-SI units that are accepted for use with the SI 
）」の表8で挙げられている非SI単位の全て（15個）を列挙する。この表中の単位は、SI単位との併用が認められる。ただし、これらのSI併用単位を一貫性のあるSI単位と組み合わせると、もはや一貫性は失われることに注意すべきである。
| 量                 | 単位の名称    | 単位の記号 | SI単位による値                        |
| ------------------ | ------------- | ---------- | ------------------------------------- |
| 時間               | 分            | min        | 1 min = 60 s                          |
| 時間               | 時            | h          | 1 h = 60 min = 3600 s                 |
| 時間               | 日            | d          | 1 d = 24 h = 86400 s                  |
| 長さ               | 天文単位(a)   | au         | 1 au = 149597870700 m                 |
| 平面角および位相角 | 度            | °          | 1° = (π/180) rad                      |
| 平面角および位相角 | 分            | ′          | 1′ = (1/60)° = (π/10800) rad          |
| 平面角および位相角 | 秒(b)         | ″          | 1″ = (1/60)′ = (π/648000) rad         |
| 面積               | ヘクタール(c) | ha         | 1 ha = 1 hm2 = 104 m2                 |
| 体積               | リットル(d)   | L, l       | 1 L = 1 l = 1 dm3 = 103 cm3 = 10−3 m3 |
| 質量               | トン(e)       | t          | 1 t = 103 kg                          |
| 質量               | ダルトン(f)   | Da         | 1 Da = 1.66053906660(50)×10−27 kg     |
| エネルギー         | 電子ボルト(g) | eV         | 1 eV = 1.602176634×10−19 J            |
| 比の対数           | ネーパ(h)     | Np         |                                       |
| 比の対数           | ベル(h)       | B          |                                       |
| 比の対数           | デシベル(h)   | dB         |                                       |

（欄外注）ガル（記号Gal）は、加速度の非SI単位である。重力加速度を表す単位として測地学と地球物理学で用いられる。1 Gal = 1 cm s−2 = 10−2 m s−2
(a)～(h)の注については、SI併用単位を参照のこと。

### SI接頭語との組合わせ
国際単位系国際文書第9版 (2019) は、「SI接頭語は、SI併用単位の一部とは併用できるが、例えば時間の非SI単位との併用はできない。」と記述しているのみで、分・時・日以外の12個のSI併用単位のうち、どの単位がSI接頭語と組み合わせることができるかについては、明確に述べていない。詳細は、SI併用単位#SI接頭語との組合わせを参照のこと。

### その他の非SI単位の削除
SI国際文書第8版 (2006)（廃版）の第4章には、SI併用単位とは別に様々な非SI単位が列挙されていた。しかし、2019年に改訂された国際単位系 (SI)（第9版）では、SI併用単位以外の非SI単位は全て削除された。削除された非SI単位の詳細は、非SI単位#2006年第8版に掲げられていた非SI単位を参照のこと。

## 単位と数値の記法
国際単位系 (SI) は、数値と単位を記述するときの記法について詳細な規定を定めている。

### 単位の英語名称
単位の名称を英語で書く場合は、立体活字(立体)で表記し、普通名詞として扱う。文頭の場合もしくは表題のように大文字で書き始めるものを除き、単位の名称は単位記号が大文字で始まる場合でも小文字で書き始める。なお、°Cの単位名称の正しいつづりは「degree Celsius」であって、「degree celsius」ではない（Celsius は人名に由来するため大文字の C で始まる）。
- 例：newton、pascal、weber、sievert

SI接頭語と単位の間には空白やハイフンを置かない。
- 例：kilometre[注 12]、milligram

個々の単位を並べて作った組立単位の名称は空白もしくはハイフンで区切る。
- 例：pascal second または pascal-second

### 量記号と単位記号
量（物理量）の記号は斜体（イタリック体）で表記し、通常は、ラテン語またはギリシャ語のアルファベット1文字である。大文字と小文字のいずれも使ってよい。量に関する追加情報は、下付き文字で、または、括弧の中に入れて、加えることができる。
- 例： g =  9.80665 m/s2  :    gは斜体であり、重力加速度を表す量記号である。

単位記号は、その前後の文章で使われている書体にかかわらず、立体（ローマン体）で表記する。
- 例：m =  239.6 g  :    g は立体であり、グラム（質量の単位）を表す単位記号である。

単位記号は小文字で表記する。ただし、単位記号が固有名詞に由来する場合は最初の文字を大文字にする。
- 例：m（メートル）、mol（モル）、rad（ラジアン）、lm（ルーメン）
- 例：N（アイザック・ニュートンに由来）、Pa（ブレーズ・パスカルに由来）、Wb（ヴィルヘルム・ヴェーバーに由来）、Sv（ロルフ・マキシミリアン・シーベルトに由来）
- 例外として、リットルの単位記号は、数字の 1（いち）と小文字の l（エル）との混乱を避けるため、大文字の L も小文字の l に加えて使っても良いことになっている。

量の性質についての付随情報は量記号に与えるものとし，単位記号に与えてはならない。
- 例：最大電位差の表現 　Umax = 1000 V とする。   U = 1000 Vmax は不可。

Unicode標準では、互換性の為に割り当てられている特殊な単位記号ではなく通常のラテン文字を使うことを推奨している。

### 量の値の形式
数値は、常に単位の前に来て、必ず 1 字分の空白を使って数字と単位を離す。量の値は数字と単位の積として表され、空白は乗算記号
を表す（二つの単位の間に挿入される空白がそれらの積を表すのと同じである）。この原則は、セルシウス度と（SI単位ではないが）パーセントにも適用され、その単位記号である °C や % の前に空白を挿入する。また、SI接頭語と単位記号の間に空白を置いてはならない。
- 例： 123.4 kg、30.2 °C
- 不適例： 30.2°C（数値と単位記号の間に空白がない）
- 不適例： 30.2 ° C（「°」と「C」の間に空白がある）

この原則における唯一の例外は、平面角を表す単位である角度、分、及び秒であり、それぞれの単位記号である「°」(度)、「′」(分)、及び「″」(秒)に対しては、数値と単位記号との間に空白を挿入しない（度 (角度)#記法）。
- 例： 30°28′8″

#### 半角の空白（スペース）
数値と単位の間の空白については、SI国際文書の原文（仏語、英語）では、半角・全角の概念がないので、単に空白（仏語 une espace, 英語 a space）と規定している。これは日本語翻訳版でも同じである。ただし日本語文献上の実際の記法としては、この空白は、「半角の空白（スペース）」として運用されている。

### 数字の形式及び小数点
小数点（decimal marker）は、「.」（ピリオド）でも「,」(コンマ)でもよい。どちらを選ぶかは関連する文章やその言語の習慣によるものとする（小数点#二つの方式）。現在の日本では、「.」（ピリオド）を用いることがほとんどである。
数値が +1 と −1 との間にある場合、小数点の前には常に 0 を置く。
- 例：−0.234
- 不適例：−.234

桁の多い数を表す場合には、読みやすくするために、空白（space）を用いて3桁毎のグループに分けてもよい。ただし、グループの間に点「.」やカンマ「,」を挿入してはならない。  
しかし、小数点の前または後の桁数が 4 桁のみの場合は、1 桁だけを分けるための空白は設けないことが一般的である。
- 例：43 279.168 29
- 不適例：43,279.168,29

このようなかたちで桁数をグループ分けするか否かは、それぞれの選択に委ねられる。設計図、財務諸表、コンピュータが読み取るスクリプト（scripts）などの特定の専門的分野では、このやりかたは必ずしも使われていない。
　表中の数字の場合、同じ欄の中で使用する形式は統一する。

## 法定計量単位との関係
日本の計量法は、法定計量単位を限定的に定めている。SI単位及びSI併用単位の多くは、法定計量単位になっているが、次のものはそうではない。

### 法定計量単位ではないSI単位
固有の名称を持つSI組立単位である、酵素活性の単位 カタール(kat) は法定計量単位ではない。国際単位系国際文書が規定・例示するSI単位のうち、法定計量単位となっていない単位は、このカタール(kat)および酵素活性濃度(kat m−3) だけである。

### 法定計量単位ではないSI併用単位
以下の6個のSI併用単位は、法定計量単位ではない。
- 日 (d) [注 13]
- 天文単位 (au)
- ダルトン (Da)
- 電子ボルト (eV)
- ネーパ (Np)
- ベル (B)

## 各国における国際単位系
現在では、世界のほとんどの国で合法的に使用でき、多くの国で使用することが義務づけられている。しかしアメリカなど一部の国では、それまで使用していた単位系の単位を使用することも認められている。

### 日本
日本は、1885年（明治18年）にメートル条約に加入、1891年（明治24年）施行の度量衡法で尺貫法と併用することになり、1951年（昭和26年）施行の計量法で一部の例外を除きメートル法の使用が義務付けられた。1974年には国際単位系が導入され、1991年（平成3年）にはJIS規格が完全に国際単位系準拠となり、JIS Z 8203「国際単位系 (SI) 及びその使い方」が規定された。この国際単位系への移行に伴い、1992年に気象庁が気圧の単位をミリバールからヘクトパスカルに変更するなど、いくつかの単位が変更された。